# Heather McDermid
Heather McDermid, nekdanja kanadska veslačica, * 17. oktober 1968, Calgary.
S kanadskim osmercem je na Poletnih olimpijskih igrah 1996 v Atlanti osvojila srebrno medaljo, štiri leta kasneje pa je na Poletnih olimpijskih igrah 2000 v Sydneyju z osmercem osvojila še bron.